# Kukri
El kukri o khukuri es un cuchillo nepalí de gran porte, curvo, usado como herramienta y también como arma blanca. También es parte del arsenal del regimiento y del escudo de armas de los combatientes gurkha. 

## Características
Posee una ligera curva de unos 20°, aunque algunos tienen un ángulo muy pronunciado. Es de unos 3 a 10 milímetros de grueso; su longitud es de unos 30 cm. Casi siempre es de un solo borde afilado. Usualmente tiene un lomo grueso de alrededor de 5 milímetros, y en muchos sentidos es un híbrido entre cuchillo y hacha. Algunos son forjados con hojas de ballestas de coches o camiones. Los kukris tradicionales usualmente tienen un mango (o asa) hecho con una madera dura o asta. Algunos, forjados en aluminio, son modelos modernos inoperativos. La hoja generalmente va hasta el final del mango. La madera y las astas son pegadas con un adhesivo llamado "laja", cuya fórmula exacta se desconoce, aunque se sabe que contiene resinas vegetales, cera de abeja, etc. Actualmente algunos kukris son hechos por contratistas para el moderno ejército indio.
En la parte interior de la hoja, cerca del mango, posee tradicionalmente una muesca en forma de media luna, llamada cho, kauri o kaura. El kauri es una de las características exclusivas del kukri. Suele adjudicársele significados diversos, entre ellos: el tridente de Shivá (el dios hindú de la guerra y la destrucción), el clítoris femenino, un símbolo de fertilidad, el aparato reproductor de varios dioses y diosas hindúes, el Sol, la Luna, un símbolo de Nepal. Aunque también que el filo no termine en una guarda (pieza que protege la mano ante posibles cortes) sirve para que el afilado sea perfecto, algo parecido a la V española, que es la forma en que terminan los filos en la guarda, para afilarlo bien con una amoladera. 
Suele afirmarse también que sirve para prevenir que el flujo de sangre de la hoja moje el mango durante el combate. Quizás la explicación más plausible sea que es una muesca realizada con un propósito religioso más que una característica defensiva del cuchillo, ya que aunque algunas fuentes afirman que esta muesca puede atrapar el arma del contrincante y ser usada para desarmarle, no hay evidencia de ello y ha sido calificado de improbable por expertos en la materia.

## Historia
Se desconoce el origen del kukri, aunque se ha propuesto que podría provenir de un antiguo sable hindú llamado nistrimsa (निस्त्रिंश), el cual provendría a su vez del kopis griego traído por las fuerzas de Alejandro Magno.
El kukri fue el arma usada por los gurkha en la guerra Anglo-Nepalesa, así como también en la Primera Guerra Mundial y en la Segunda Guerra Mundial. Los nepaleses los manipulan desde los cinco años de edad. La mayoría de los kukris son hechos a mano, aunque muchos negocios por Internet ofrecen versiones hechas con tecnología moderna. Durante la Segunda Guerra Mundial, los reclutas gurkha preferían sus kukris autóctonos a los kukris blacksmith smith producidos en serie. La calidad de la hoja varía ampliamente. Vienen en varios tamaños, desde miniaturas hasta enormes modelos similares a espadas usados en ceremonias donde se sacrifican búfalos mediante un único y limpio corte. Las personas que los hacen son llamados kamis (herreros de cuchillos) y son miembros de una casta "intocable".